# Eraclito e Democrito
Eraclito e Democrito è un'opera in due atti di Antonio Salieri su libretto di Giovanni De Gamerra. La prima rappresentazione ebbe luogo al Burgtheater di Vienna il 13 agosto 1795. L'opera ebbe un modesto successo, con meno di venti recite. Un'ulteriore rappresentazione ebbe luogo a Berlino nel 1796.

## Discografia
- L'ouverture de Eraclito e Democrito è compresa in Salieri: Overtures, CD pubblicato da Naxos. Direttore Michael Dittrich; orchestra della Radio Slovacca.[4]